# キリスト教徒による宗教的迫害
キリスト教徒による宗教的迫害（キリストきょうとによるしゅうきょうてきはくがい）では、キリスト教の信者によって行われた他宗教の信者、無神論者、無宗教者への宗教的迫害について記述する。ほとんどはカトリック、プロテスタントなどの西方教会の信者による迫害であり、正教会など東方教会は他宗教と同じく西方教会から迫害を受けたこともあるが、一方で迫害を行う側となったこともあった。

## 迫害の事例
以下、ほとんどがカトリックとプロテスタントによるものである。正教会は同じく迫害される立場であったが、迫害を行う側となったこともあった。

### 古代ギリシャ信仰への迫害
テオドシウス1世により、キリスト教がローマ帝国の国教になった後には、かつてキリスト教を迫害していた古代ギリシャ信仰の信者は逆にキリスト教徒によって迫害され、5世紀までにはキリスト教への強制改宗などにより根絶させられた。テオドシウス自身も古代ギリシャ信仰を含んだすべての非キリスト教信仰に激しい憎悪を燃やしており、宗教施設の破壊や礼拝禁止などの措置をとった事で知られている。

### 非主流派への迫害

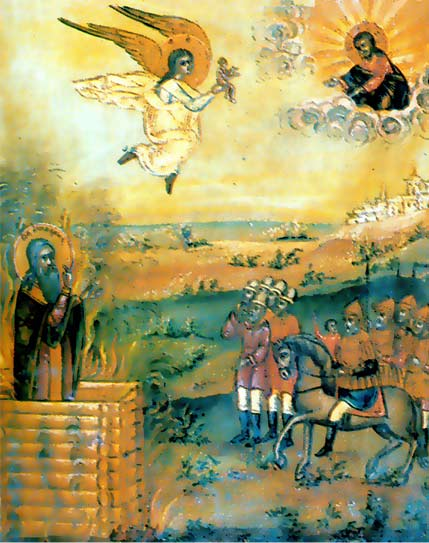
ロシアに伝わっていた正教の古い儀式を守っていた正教古儀式派のアヴァクームの火刑を描いた、19世紀末のイコン

中世カトリックは非主流派を「異端」と決め付け、死か改宗かを選ばせる厳しい迫害を行った（一方で、正教会等の他のキリスト教諸教派では異端の殺害は行われていないとされているが、実際には、ロシアに伝わっていた正教旧来の信仰を守り改革を拒否した正教古儀式派の初期の指導者であるアヴァクームとソロヴェツキー修道院の修道士たちなど、主流派正教会に破門され殺害されたものも存在する。現在に至るまで、正教圏においても宗教的少数派に対する迫害は継続的に存在している）。またこれらの諸派へのカトリックによる十字軍も多く派遣された（北方十字軍、アルビジョア十字軍など）。
プロテスタントも、初期はカトリックのトリエント公会議などにより排斥され、戦争の原因の一つともなった。そうして差別に晒されたプロテスタントは、新天地を求めて当時「発見」されたアメリカ大陸へと渡った。こうしてヨーロッパ人が入植し、やがて成立したアメリカ合衆国ではプロテスタントの方が優勢であり、今度はカトリックが排斥されるようになった。
これは近世に至るまで続いており、アメリカ合衆国では、モルモン教（末日聖徒イエス・キリスト教会）とそれ以外の信者との間で軋轢を生み、モルモン戦争と呼ばれる暴力の無限連鎖が起こった結果モルモン教徒は追放され西部に移動した。さらに、1857年には、現在のユタ州周辺で不法占拠状態だったモルモン開拓団に対し連邦政府派遣の知事受け入れを条件に準州として認める連邦政府との協定をモルモン教側が反故にしたことによりユタ戦争が発生。連邦政府は騎馬隊4000人を派遣しモルモン教徒と対峙した。この時東西からの挟撃を恐れたモルモン教徒軍により無関係の西部移民団128名を武装解除させた上で8歳以下の幼児を除く120名を虐殺および略奪行為が行われ生き残った幼児たちも奴隷として売却された。(Mountain Meadows Massacre)
近年でも非主流派への迫害、および宗派間の対立は完全に解決しているとは言えない。第二次世界大戦においてカトリックであるクロアチア人はナチス、バチカン黙認のもと正教会のセルビア人を大量虐殺、強制改宗しており、後のユーゴスラビア内戦の火種ともなった。20世紀のイギリス最大の政治問題である北アイルランド問題は、カトリックとプロテスタントの対立が原因の一つとして挙げられる。

### イスラム教への迫害
キリスト教はイスラム教徒に対しても厳しい迫害を行ってきた。歴史的経緯によりイスラム教はキリスト教の「異端」とみなされたため、イスラム教徒はキリスト教原理主義者からすさまじい憎悪を浴びせられた。

#### レコンキスタ
イベリア半島ではレコンキスタの進展により、イスラム教徒はキリスト教徒の隷属民として処遇されることとなった。1492年に最後のイスラーム政権となったナスル朝が打倒された際、カトリック両王はムスリムの信仰の自由を保障し、隷属民として一定の人権を与えることを確約した。しかしこの約束はすぐに反故にされ、ムスリムは追放か改宗かという選択を突きつけられた。さらに16世紀から17世紀には異端審問により隠れムスリムをあぶり出し、強制改宗を迫った。結果としてほとんどのイスラム教徒は屈辱的なキリスト教への改宗を受け入れるか、モロッコなどへ亡命し、その土地に同化した。ユダヤ教徒も同様の扱いを受けたが、隠れユダヤ人としてスペインで信仰を守り抜いたものも少なくなかった。

#### 十字軍
聖地エルサレムをイスラム教徒の手から奪回するために十字軍が派遣されたが、第1回十字軍の際には十字軍戦士はイスラム教徒への大量虐殺、強制改宗、略奪にふけり、またイスラム教女性へのレイプなども行われた。当時の記録によれば、エルサレム攻囲戦のときの惨劇でエルサレムは膝まで浸かるほどの血の海になったという記録が残されている。また東方キリスト教徒は十字軍の派遣によりズィンミーの地位から解放されると期待していたが、実際には異端として同様に虐殺や略奪などの被害にあった。

#### フィリピン
フィリピンやマレー半島ではイスラム教が広まっていたが、入植に来たスペイン人やポルトガル人は彼らのイスラム教を否定・弾圧し、poso宗教戦争を引き起こしカトリックを広めていった。
スペインのフィリピン征服によりイスラム教徒の多くは屈辱的なキリスト教への改宗を受け入れるか、南部に退却して抵抗を続けるかの二択を迫られた。結果としてフィリピン北部のムスリムはキリスト教への改宗を余儀なくされ、イスラム教徒（モロ）は南部でのみ多数派を占めることとなった。またヒンドゥー教徒も同様の道をたどった。

#### シチリア
シチリア島のイスラム教徒は13世紀前半まではきわめて寛大な取り扱いを受けており、先進文明の担い手としてフェデリーコ2世の王宮でも高い地位についていた。しかし13世紀後半以降は急速にその地位は低下し、結果的に強制改宗や追放によってシチリア島のムスリムは消滅した。

#### 現代欧米社会
現代の欧米社会でも、一部の宗教的教条主義者や過激派武装組織をイスラームそのものと同一視する風潮が蔓延しており、イスラム教徒は根強い差別や偏見にさらされている。就職時の差別なども強く存在しており、フランスではムスリムの若者たちが不満を爆発させ、2005年パリ郊外暴動事件となった。

### 先住民の諸宗教に対する迫害
大航海時代が訪れると、キリスト教の司祭達は、アフリカやアジア、アメリカ大陸、オーストラリアなどに軍事力を伴った宣教を開始した。ヨーロッパ白人は、全ての先住民を「野蛮人」と断定し、自らの「先進的な」文化やキリスト教を広めて回った。
南アメリカ大陸やメソアメリカではコンキスタドーレスたちが盛んにインディオに対する強制改宗を行い、土着信仰の抹殺に励んだ。またこれと平行して略奪や虐殺、インディオ女性への強姦も盛んに行われた。
北アメリカでも、アメリカ合衆国やカナダの政府が盛んにインディアンやエスキモー、アレウト、またハワイや米領サモアなど太平洋諸島民に対する強制改宗を行った。またこれと平行して略奪や虐殺、女性への強姦も盛んに行われた。
インディアンに対しては、19世紀末から「インディアン寄宿学校」による土着信仰の抹殺、キリスト教への強制改宗を組織的に行った。
オーストラリアでは、先住民のアボリジニが徹底的に弾圧され、また合衆国のインディアンと同様に、「野蛮」な文化を根絶するために、アボリジニの子供を親元から引き離し、白人家庭や寄宿舎で養育するという政策が行われた。アボリジニの文化を絶やしアボリジニの存在自体を消滅させるための政策であった。アボリジニの親権は、ことごとく否定された。アボリジニの文化や言語は断絶し、政策の目的は達成されたといえる。こうして白人に連れ去られたアボリジニの子供は、盗まれた世代と呼ばれている。この弾圧・虐殺は凄まじく、タスマニア島からは純血のアボリジニが消滅した。

### アフリカ黒人の諸宗教に対する迫害
アフリカ大陸を征服したキリスト教諸国は、アフリカの土着信仰を「邪教」「悪魔の教え」と断じ、宣教師団などを用いてキリスト教への改宗を促す政策を推進した。
ヨーロッパ白人は、アフリカ大陸を「暗黒大陸」と呼称し、アフリカのすべての文化、宗教を否定した。キリスト教布教は、キリスト教諸国にとって文明開化を意味し、宣教師団による啓蒙活動の推進であったが、実際には搾取に他ならなかった。また北アフリカにおけるイスラム教徒に対する迫害は、彼らの激しい抵抗を呼び起こした。
しかし黒人アフリカ人たちとは比較にならないほどのヨーロッパの軍事技術の差によって、アフリカは20世紀初頭までに一部を除いて分割されて行った。
こうした迫害は、人種差別を伴い、アフリカ人たちが独立を達成した20世紀後半に至っても一部では継続された。ローデシア共和国による白人独裁、そして、南アフリカ共和国によるアパルトヘイトである。南アフリカ共和国においては、宗教的迫害も公然と認知されていた。これは、同じキリスト教徒からも非難されるほどの凄まじいものであった。

### ヒンドゥー教に対する迫害
イギリスのインド統治の期間中、もしくはそれ以前のヨーロッパ諸国によるインド南部の支配においてキリスト教の宣教師たちは盛んにヒンドゥー教を「邪悪」であり、「偶像崇拝」以外何もない空虚な教えであるとして激しく攻撃し、その存在価値を認めなかった。イギリス以前の支配者の中にはヒンドゥー教徒を激しく迫害したものも多く、イギリス時代にも当然のようにキリスト教徒と非キリスト教徒の間には強い差別が存在した。

### ユダヤ教に対する迫害
キリスト教はユダヤ教から派生した宗教であったが、ローマ帝国にキリスト教が普及し、国教として採用されるにあたりイエスの処刑の原因をユダヤ人に擦り付けスケープゴートにすることで反ユダヤ主義的な帝国市民との妥協を行った。これ以降キリスト教徒からユダヤ教徒は「神殺し」と呼ばれ、きわめて厳しい迫害を受けた。
ユダヤ人はゲットーに閉じ込められ、キリスト教徒との交際や婚姻を制限され、またしばしば民衆の不満の捌け口になった。また、イスラム教や東方教会、各種原始宗教と同じく十字軍の標的にもなった。
19世紀から20世紀にかけて欧州ではユダヤ教徒の解放が進み、法的な差別は消失した。しかしドイツでナチスが民衆の反ユダヤ感情を利用しホロコーストを引き起こした。また、感情的な差別は現在でも解消しているとは言いがたく、ユダヤ教徒はネオナチの標的となったり、ホロコースト否認論を主張するものもいる。

### 仏教への迫害
ベトナムでは、ベトナムのカトリックによって仏教徒が迫害される仏教徒危機が発生した。熱心なカトリック教徒だったゴ・ディン・ジエム大統領自ら、仏教徒を積極的に迫害し、差別した。

### 日本における諸宗教への迫害
日本におけるキリスト教は1549年のフランシスコ・ザビエルとイエズス会（耶蘇会）から始まり、戦国大名の中には南蛮貿易での利益を求めて自身がキリシタン大名となり、キリスト教を優遇するものも現れた。
その過程において、一部のキリシタン大名とキリスト教信者によって、領内の神社、寺院が焼かれ、僧侶が迫害されるという事例が存在した。ただし仏教徒の大名の領土では、逆にキリスト教徒が迫害されていた事例も存在した（原因の一つにキリスト教が他宗教を「悪魔の教え」と見なしたことによる対立がある。アフリカにおける例を参照）。
この神道・仏教に対する弾圧と、ポルトガル商人によって行われていた日本人奴隷の貿易を宣教師達が黙認していたことを名分として、豊臣秀吉はバテレン追放令を発し、キリスト教への圧迫が強まった。ただしこの段階ではまだキリスト教自体は禁止されてはいなかった。あくまで宣教行為を禁止し、外国に売られた日本人を連れ戻すようにとの命令であり、すでにキリスト教徒となった日本人に対して棄教を迫るものではなかった。
しかし、サン＝フェリペ号事件によって豊臣秀吉の対キリスト教政策はさらに硬化し、キリスト教が禁止されるに至る。キリスト教は完全に禁止され、キリシタンは棄教を強制された。その後、島原の乱に代表されるキリスト教徒の関わった反乱によって徳川幕府はキリスト教を危険視し、キリスト教徒は死罪や強制改宗などを含む徹底的な弾圧を受け、江戸時代が終わるまで続いた。

### 思想・科学への迫害
カトリックは信仰と相容れない科学的な考えや、それらに影響を受けた無神論的な思想の持ち主を「異教徒」「異端」として迫害を加えている。
415年に修道士らが女性天文学者のヒュパティアを殺害した際には、指示したキュリロスがその「功績」を讃え、教皇レオ13世により「教会の博士」として聖人の列に加えられている。
殺害に至らないまでも、ガリレオ・ガリレイのように異端審問で有罪判決を受ける者もいた。
一方で科学の発展に寄与した人物には敬虔なキリスト教徒（ガリレオ、アイザック・ニュートン）だけでなく、聖職者（グレゴール・ヨハン・メンデル）も存在する。

## 宗教的正当化
ローマ帝国の国教となって以降のキリスト教は、教理に関して非常に厳格な内部統制をしき、少しでも教皇をはじめとする主流派指導部の見解にそむいた場合、たとえ東方正教会であっても「異端」のレッテルを貼った。また同系の宗教であるユダヤ教やイスラム教も含めて、他宗教はすべて無価値な教えとされた。これはカトリック教会が20世紀半ばまで掲げていた「教会の外に救いなし」、およびプロテスタント教会の「キリスト教の外に救いなし」という排他主義的な標語に象徴されている。
ただし現在、カトリックは第2バチカン公会議(1962-1965)において、「キリスト教の教えに納得できない者やキリスト教を十分に理解していない者が洗礼を受けなくても、決して滅びることはない」という見解を示しており、プロテスタントも「信仰をもっていない者のことも、神の愛に信頼して任せることができる」と考える教会が多くなっている。
ジョン・ヒックはこのような極端なキリスト教の宗教的エスノセントリズムは、開祖イエスを過度に神格化し、言葉通りの意味で「神」、すなわち三位一体の子なる神であり、全き人であり全き神であるとしたことに由来すると指摘した。この教理に従えば、キリスト教は神自身によって立てられた宗教となり、容易に他宗教を「人間によって作られた偽りの無価値な宗教」と断ずることができるからである。
現在のキリスト教会では、カトリックが一定程度他宗教の存在価値を認める方針を打ち出してはいるものの、依然としてキリスト教の最終的優越性を否定してはおらず、包括主義にとどまっていると批判されている。プロテスタント教会では宗教多元主義者から旧来の排他主義者まで幅広い見解が見られる。